# (69377) 1994 WJ3
1994 دابليو جاي 3 (ويعرف أيضًا باسم (69377) 1994 دابليو جاي 3 وفق تسمية الكوكب الصغير) (بالإنجليزية: 1994 WJ3)‏ هو كويكب ضمن حزام الكويكبات؛ وترتيبه 69377 من حيث الاكتشاف.
اكتُشف هذا الجُرم الفلكي بواسطة هيروشي كانيدا في 28 نوفمبر 1994.

## وصلات خارجية
- (69377) 1994 WJ3 في قاعدة بيانات مختبر الدفع النفاث لأجرام النظام الشمسي الصغيرة

- الاكتشاف · مخطط المدار ·  العناصر المدارية · المعلمات المادية

- (69377) 1994 WJ3 على موقع ويكي سكاي: DSS2, SDSS, GALEX, IRAS, Hydrogen α, X-Ray, Astrophoto, Sky Map, Articles and images